# Altklarinet

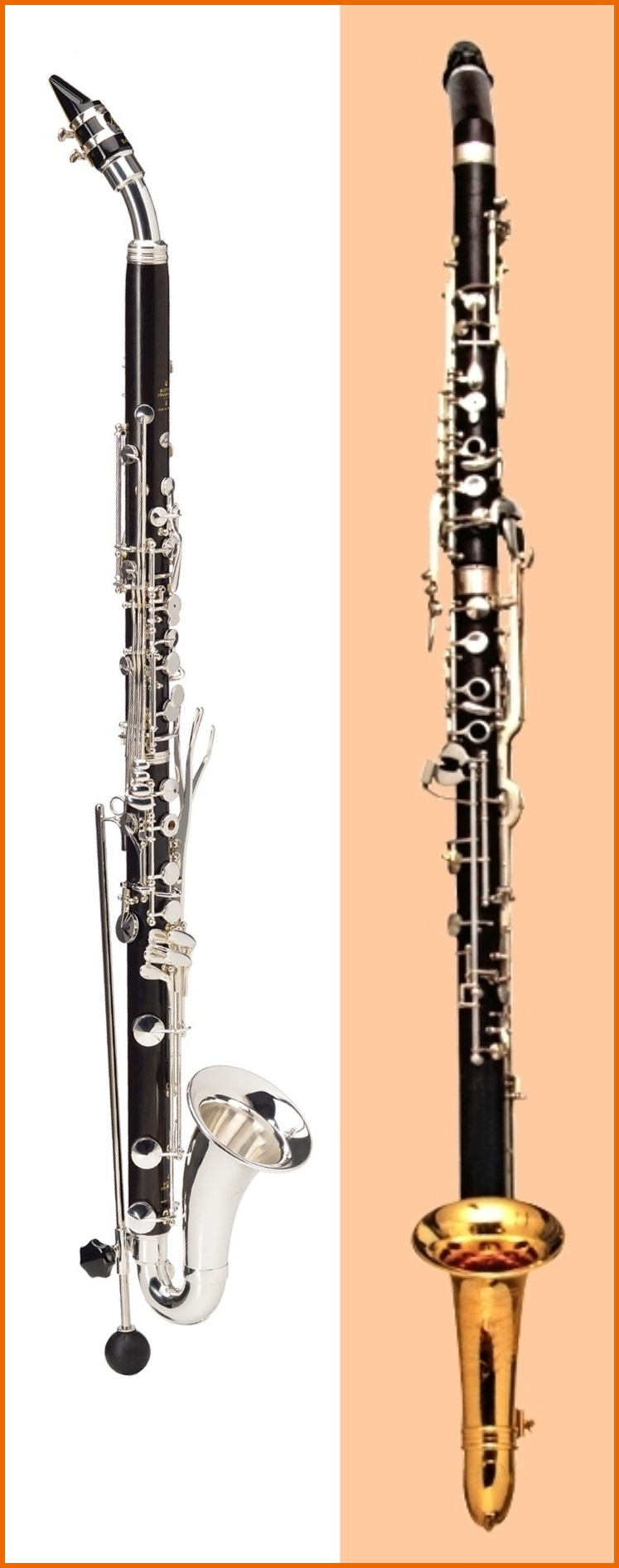
Altklarinet Boehm systeem tot laag Eb en Duits systeem tot laag C

De altklarinet is een lagere variant van de klarinet en wordt soms ook abusievelijk bassethoorn genoemd.

## Stemming
De altklarinet wordt een transponerend instrument genoemd en staat gestemd in Es (wat betekent dat er een Es klinkt wanneer het instrument een als C genoteerde noot speelt) en is daarmee een kwint lager dan de "gewone" Bes-klarinet.
Het bereik van de altklarinet is:
- Geschreven: Es3 tot G6
- Klinkend: Ges2 tot Bes5

## Het instrument
De altklarinet bestaat uit 4 of 5 delen (afhankelijk van het merk). Hij heeft altijd een kromme metalen hals met daarop een mondstuk en hij heeft een kromme metalen beker (vernikkeld of verzilverd) die omhoog wijst. Het middenstuk is soms in één deel, soms in twee delen. De goedkopere altklarinetten van Amerikaanse merken, zoals Selmer Bundy, zijn van kunststof, ook wel "resonite" genoemd. De duurdere, meest Franse merken, zoals Noblet, Buffet & Crampon en Selmer Paris, maken houten altklarinetten, waarvan het middenstuk meestal in twee delen is gebouwd.
De altklarinet wordt gebruikt in klarinetensembles en in harmonieorkesten. De meeste altklarinettisten in een harmonie spelen naast de altklarinet meestal ook een Bes-klarinet of basklarinet, omdat vooral oudere muziek geen altklarinet-partijen heeft.